# Дурда Богдана Йосипівна
Богдана Йосипівна Ду́рда (нар. 24 травня 1940, м. Бучач) — українська художниця, літераторка, поетеса, автор-виконавиця пісень.

## Життєпис

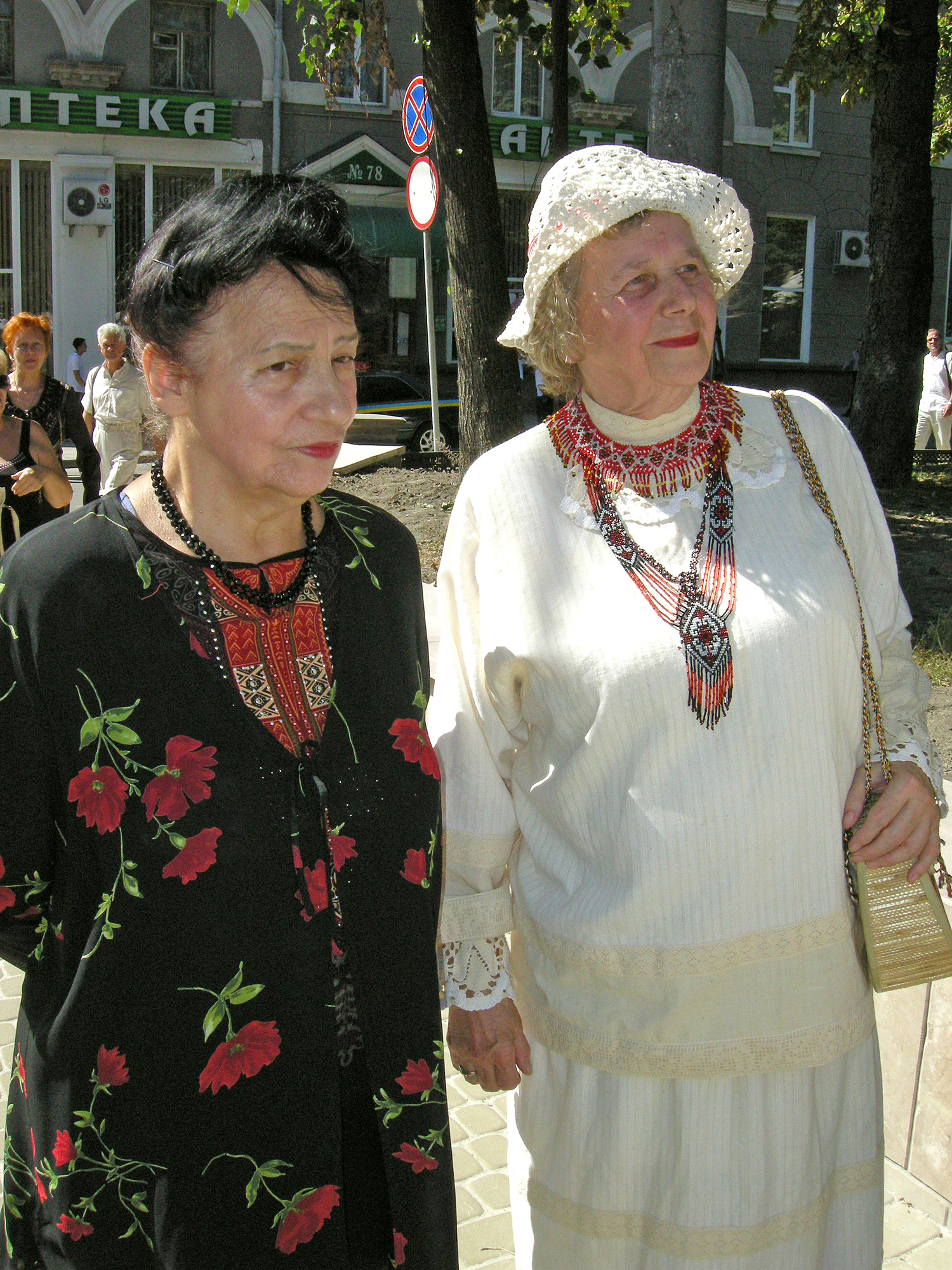
Тернопільські літератори Богдана Дурда і Марта Чопик (22.08.2010)

Народилась у м. Бучач Тернопільської області, Україна.
У 1965 році закінчила Львівський політехнічний інститут (тепер НУ «Львівська політехніка»), у 1991 році — Московський заочний університет мистецтв (викладачі І. Алентєва, Н. Дев'ятаєва).
Працювала інженером, інженером-конструктором на хімзаводі в Донецьку, Тернопільському комбайновому заводі (1965—1996).
Від 2003 року викладала в Тернопільській ЗОШ № 24 та культурно-мистецькому центрі «Мальви».

## Творчість
Від 1996 — на творчій роботі. Створила портрети, пейзажі, натюрморти.
Бере участь у мистецьких виставках від 1979. Мала персональні виставки в Тернополі (1997, 2003, 2007), Бучачі (2006).
Створила ілюстрації до книжки для дітей «А що бачать очка» Марти Чопик, власних книг: «На грані: Вірші, пісні» (2001), «Ріка життя: Поеми, поезії» (2003), «Лабіринти долі» (2006; усі — Тернопіль).
Учасниця Всеукраїнського фестивалю авторської пісні «Оберіг-93» (Луцьк). Написала музику більше, ніж до 100 пісень.
Полотна: «Квіти» (1991), «Старий парк» (1994), «Польові квіти» (1995), «К. Білокур» (1996), «Над греблею» (1998), «Після концерту (С. Крушельницька)» (2000), «М. Башкирцева» (2002), «Осінь» (2003).